# Welzow
Welzow (Nedersorbisch: Wjelcej) is een gemeente in de Duitse deelstaat Brandenburg, en maakt deel uit van de Landkreis Spree-Neiße.
Welzow telt 3.317 inwoners.

## Demografie
- Ontwikkeling van de bevolking sinds 1875 binnen de huidige grenzen (blauwe lijn: Bevolking; stippellijn: Vergelijking van de ontwikkeling van de bevolking van de deelstaat Brandenburg, Grijze achtergrond: tijdens de nazi-regering, Rode achtergrond: tijdens de communistische regering)
- Recente ontwikkeling van de bevolking (blauwe lijn) en prognoses

| Jaar | Inwoners |
| ---- | -------- |
| 1875 | 630      |
| 1890 | 684      |
| 1910 | 5 549    |
| 1925 | 6 962    |
| 1939 | 7 815    |
| 1950 | 8 235    |
| 1964 | 7 685    |

| Jaar | Inwoners |
| ---- | -------- |
| 1971 | 7 481    |
| 1981 | 6 277    |
| 1985 | 6 354    |
| 1990 | 5 602    |
| 1995 | 5 071    |
| 2000 | 4 838    |
| 2005 | 4 183    |

| Jaar | Inwoners |
| ---- | -------- |
| 2010 | 3 806    |
| 2015 | 3 645    |
| 2016 | 3 552    |
| 2017 | 3 490    |
| 2018 | 3 418    |
| 2019 | 3 384    |
| 2020 | 3 317    |

Gegevensbronnen worden beschreven in de Wikimedia Commons..